# CanJet

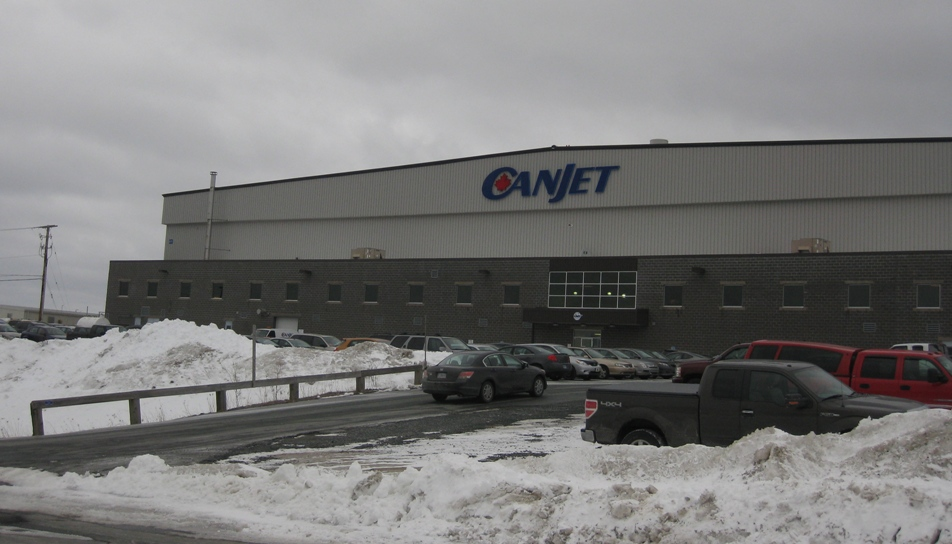
Sede de CanJet

CanJet fue una aerolínea de bajo costo canadiense propiedad del conglomerado IMP Group Limited con sede principal en Halifax (Nueva Escocia, Canadá). Su código IATA era "C6", su código OACI era "CJA" y su callsign o indicativo radio era "CANJET".
La línea aérea servía 52 destinos entre Canadá y el resto de América, contaba con un promedio de 572 empleados (para marzo de 2007), pero en 2006 anunció que la mayoría de sus destinos pasarían a ser vuelos chárter., aunque actualmente cesó sus vuelos regulares comercializados por agentes de viaje y por su propia página web.

## Flota
Para agosto de 2015, la flota de Canjet se componía de 13 aeronaves tipo Boeing 737-800 configuradas con 189 asientos, todos en clase económica, cada avión con una antigüedad aproximada de 9.9 años.

## Destinos
CanJet actualmente cesó de volar a sus 52 destinos entre el Caribe, norte, centro y Sudamérica, los cuales eran:
| Ciudad                     | Nombre del aeropuerto                                     |              |              |              |              |
| Norteamérica               | Norteamérica                                              | Norteamérica | Norteamérica | Norteamérica | Norteamérica |
| -------------------------- | --------------------------------------------------------- | ------------ | ------------ | ------------ | ------------ |
| Canadá                     |                                                           |              |              |              |              |
| Abbotsford                 | Aeropuerto Internacional de Abbotsford                    |              |              |              |              |
| Bagotville                 | Base de la fuerza aérea canadiense de Bagotville          |              |              |              |              |
| Calgary                    | Aeropuerto Internacional de Calgary                       |              |              |              |              |
| Comox                      | Base de la fuerza aérea canadiense de Comox               |              |              |              |              |
| Edmonton                   | Aeropuerto Internacional de Edmonton                      |              |              |              |              |
| Fort McMurray              | Aeropuerto de Fort McMurray                               |              |              |              |              |
| Fredericton                | Aeropuerto del Gran Fredericton                           |              |              |              |              |
| Halifax                    | Aeropuerto Internacional de Halifax Stanfield             |              |              |              |              |
| Kelowna                    | Aeropuerto Internacional de Kelowna                       |              |              |              |              |
| Montreal                   | Aeropuerto Internacional Pierre Elliott Trudeau           |              |              |              |              |
| Ottawa                     | Aeropuerto Internacional de Ottawa                        |              |              |              |              |
| Quebec City                | Aeropuerto internacional Jean-Lesage de Quebec            |              |              |              |              |
| Regina                     | Aeropuerto Internacional de Regina                        |              |              |              |              |
| San Juan de Terranova      | Aeropuerto Internacional de San Juan de Terranova         |              |              |              |              |
| Saskatoon                  | Aeropuerto Internacional de Saskatoon John G. Diefenbaker |              |              |              |              |
| Sault Ste. Marie           | Aeropuerto de Sault Ste. Marie                            |              |              |              |              |
| Thunder Bay                | Aeropuerto Internacional de Thunder Bay                   |              |              |              |              |
| Toronto                    | Aeropuerto Internacional Toronto Pearson                  |              |              |              |              |
| México                     |                                                           |              |              |              |              |
| Acapulco                   | Aeropuerto Internacional de Acapulco                      |              |              |              |              |
| Cancún                     | Aeropuerto Internacional de Cancún                        |              |              |              |              |
| Cozumel                    | Aeropuerto Internacional de Cozumel                       |              |              |              |              |
| Guadalajara                | Aeropuerto Internacional de Guadalajara                   |              |              |              |              |
| León                       | Aeropuerto Internacional Del Bajío                        |              |              |              |              |
| Ixtapa-Zihuatanejo         | Aeropuerto Internacional de Ixtapa-Zihuatanejo            |              |              |              |              |
| Manzanillo                 | Aeropuerto Internacional Playa de Oro                     |              |              |              |              |
| Puerto Vallarta            | Aeropuerto Internacional Licenciado Gustavo Díaz Ordaz    |              |              |              |              |
| Estados Unidos             |                                                           |              |              |              |              |
| Fort Lauderdale            | Aeropuerto Internacional de Fort Lauderdale-Hollywood     |              |              |              |              |
| Orlando                    | Aeropuerto Internacional de Orlando                       |              |              |              |              |
| San Petersburgo            | Aeropuerto Internacional de Saint Petersburg-Clearwater   |              |              |              |              |
| Centroamérica              |                                                           |              |              |              |              |
| Costa Rica                 |                                                           |              |              |              |              |
| San José                   | Aeropuerto Internacional Juan Santamaría                  |              |              |              |              |
| El Salvador                |                                                           |              |              |              |              |
| San Salvador               | Aeropuerto Internacional de El Salvador                   |              |              |              |              |
| Honduras                   |                                                           |              |              |              |              |
| San Pedro Sula             | Aeropuerto Internacional Ramón Villeda Morales            |              |              |              |              |
| Nicaragua                  |                                                           |              |              |              |              |
| Managua                    | Aeropuerto Internacional Augusto C. Sandino               |              |              |              |              |
| Panamá                     |                                                           |              |              |              |              |
| Panamá                     | Aeropuerto Internacional de Tocumen                       |              |              |              |              |
| Guatemala                  |                                                           |              |              |              |              |
| Guatemala                  | Aeropuerto Internacional La Aurora                        |              |              |              |              |
| El Caribe                  |                                                           |              |              |              |              |
| Aruba                      |                                                           |              |              |              |              |
| Oranjestad                 | Aeropuerto Internacional Reina Beatriz                    |              |              |              |              |
| Bahamas                    |                                                           |              |              |              |              |
| Nassau                     | Aeropuerto Internacional Lynden Pindling                  |              |              |              |              |
| Cuba                       |                                                           |              |              |              |              |
| Camagüey                   | Aeropuerto Internacional Ignacio Agramonte                |              |              |              |              |
| Cayo Coco                  | Aeropuerto Internacional de Jardines del Rey              |              |              |              |              |
| Holguín                    | Aeropuerto Internacional Frank País                       |              |              |              |              |
| Santiago de Cuba           | Aeropuerto Internacional de Santiago de Cuba              |              |              |              |              |
| Varadero                   | Aeropuerto Juan Gualberto Gómez                           |              |              |              |              |
| República Dominicana       |                                                           |              |              |              |              |
| La Romana                  | Aeropuerto Internacional de La Romana                     |              |              |              |              |
| Provincia de Puerto Plata  | Aeropuerto Internacional Gregorio Luperón                 |              |              |              |              |
| Punta Cana                 | Aeropuerto Internacional de Punta Cana                    |              |              |              |              |
| Santiago de los Caballeros | Aeropuerto Internacional del Cibao                        |              |              |              |              |
| Santo Domingo de Guzmán    | Aeropuerto Internacional de Las Américas                  |              |              |              |              |
| Jamaica                    |                                                           |              |              |              |              |
| Montego Bay                | Aeropuerto Internacional Sir Donald Sangster              |              |              |              |              |
| San Martín                 |                                                           |              |              |              |              |
| Philipsburg                | Aeropuerto Internacional Princesa Juliana                 |              |              |              |              |
| Suramérica                 |                                                           |              |              |              |              |
| Colombia                   |                                                           |              |              |              |              |
| Cartagena                  | Aeropuerto Internacional Rafael Núñez                     |              |              |              |              |
| San Andrés Isla            | Aeropuerto Internacional Gustavo Rojas Pinilla            |              |              |              |              |